# جيمس روبين
جيمس روبين (بالإنجليزية: James Rubin)‏ هو صحفي أمريكي، ولد في 28 مارس 1960 في لارتشمونت في الولايات المتحدة.

## وصلات خارجية
- جيمس روبين على موقع إن إن دي بي (الإنجليزية)